# Cimbizi
Cimbizi är ett periodiskt vattendrag i Burundi.   Det ligger i provinsen Bubanza, i den nordvästra delen av landet, 30 kilometer norr om huvudstaden Bujumbura.
Omgivningarna runt Cimbizi är en mosaik av jordbruksmark och naturlig växtlighet. Runt Cimbizi är det tätbefolkat, med 297 invånare per kvadratkilometer.